# 프로 스쿼시 협회
프로 스쿼시 협회(Professional Squash Association, PSA)는 세계 남자 프로 스쿼시 서킷을 주관하는 국제 스포츠 단체이다. PSA는 테니스의 프로 테니스 협회와 유사한 방식으로 운영된다. 2013년 PSA 월드 투어는 매년 전 세계 각국의 120개 이상의 대회들로 구성된다. 470명 이상의 선수들이 PSA에 등록되어 있으며, 대회 결과를 바탕으로 매월 랭킹이 갱신된다.
PSA 월드 투어 시즌별로 지역 코스를 따라 열리는 수백 개의 대회로 구성된다. 이 대회들은 상금액 규모에 따라 아래와 같이 분류된다.
- 클로즈드 새틀라이트(Closed Satellite): 클로즈드 새틀라이트는 주최 협회 소속 선수로만 참가 자격이 제한되는 내셔널 클로즈드 챔피언십 또는 토너먼트/토너먼트 시리즈로 열릴 수도 있다.
- 챌린저(Challenger): 어린 선수들이나 국제 대회에 진입하고자 하는 신인 선수이 엔트리 포인트를 딸 수 있는 대회. 대회 총상금은 5천 달러부터 시작하며 그 분류는 다음과 같다.
  - PSA 챌린저	15	$15,000 - $24,999
  - PSA 챌린저	10	$10,000 - $14,999
  - PSA 챌린저	5	$5,000 - $9,999
- 인터내셔널(International): 작게는 대형 클럽 대회부터 크게는 엔트리 포인트급의 수준 높은 글래스 코트 대회까지 포함한다.
  - PSA 인터내셔널	70	$70,000+
  - PSA 인터내셔널	50	$50,000 - $69,999
  - PSA 인터내셔널	35	$35,000 - $49,999
  - PSA 인터내셔널	25	$25,000 - $34,999
- PSA 월드 시리즈: 가장 수준 높은 대회들의 그룹. 총상금액이 크며 대다수의 톱랭킹 선수들이 참가한다.

PSA 월드 시리즈 플래티넘	$150,000
PSA 월드 시리즈 골드		$115,000
- 월드 오픈: 월드 투어 최고의 대회로, 이 대회에서 우승하여 월드 챔피언이 되는 것은 스쿼시 선수가 달성할 수 있는 최고의 업적으로 여겨진다.

매년 세계 랭킹 최상위 8명의 선수가 참가하는 PSA 월드 시리즈 파이널이 열린다. 8명의 선수들은 두 그룹으로 나뉘어 라운드 로빈 방식으로 경기를 치른 후 각 그룹 내에서 전적이 가장 좋은 2명씩을 뽑아 총 4명의 선수가 준결승에 진출하여 토너먼트 방식으로 최종 우승자를 가리게 되며, 최종 우승자는 월드 시리즈 챔피언으로 불리게 된다.
여자 스쿼시 대회는 여자 스쿼시 협회(WSA)에서 주관한다.

## 같이 보기
- 여자 스쿼시 협회
- 세계 스쿼시 연맹